# 辛廣恩
辛广恩（？—？），號推子，直隶大名府东明县人，明朝政治人物。

## 生平
崇祯六年（1636年）癸酉科经魁，十三年庚辰科进士，吏部观政，本年授山东淄川知县。寻丁忧归，明亡终身不仕。著有《遁行草病吟》。弟辛广慈，字航海，邑庠生，广恩之仲弟也，甲申（崇祯十七年）春兄广恩避乱南下，时李自成所署的伪县令索饷甚急，辛家僮仆尽散，广慈挺身出，窘辱备至，因参与诛杀伪令，被衙役执送贼营，与张力（崇祯十年丁丑进士）、刘璧星（前即墨知县）、范春骏（前崇信知县）、李允樟（宪副李建和子）诸君子同遇害。